# Potres u Kostariki 2009.
Potres u Kostariki dogodio se 8. siječnja 2009. u 1:24:34 (po lokalnom vremenu). Dosegao je 6,1 stupnjeva po Richterovoj ljestvici.
Epicentar potresa bio je smješten u sjevernoj Kostariki, 30 km sjeverozapadno od San Joséa. Potres se osjetio u cijeloj Kostariki i u južnim i središnjim dijelovima Nikaragve.
Potres je izazvao smrt najmanje 34 ljudi, uključujući najmanje 3 djece, 64 osobe smatrale su se nestalima, a najmanje 91 osoba je ozlijeđena. Mnogi hoteli, kuće, ceste i vozila oštećeni su, a neki mostovi su uništeni. 
Crveni križ Kostarike poslao je oko 400 ljudi kako bi se pomogli te četiri helikoptera, što je omogućilo pružanje pomoći. Osim toga, SAD i Kolumbija su poslali helikoptere kako bi podržali napore u pomoći.